# Paul Langhans
Paul Max Harry Langhans (Hamburg, 1 april 1867 -  Gotha 17 januari 1952) was een Duitse geograaf en cartograaf.

## Levensloop
Paul Langhans, zoon van de herbergier Paul Langhans (1838-1922), bezocht van 1878 tot 1886 het Hamburg Realgymnasium. Van 1886 tot 1889 studeerde hij aardrijkskunde, natuurwetenschappen en economie aan de Christian Albrechts-Universiteit in Kiel en aan de Universiteit Leipzig.
In 1889 werd hij werknemer bij Uitgeverij Justus Perthes in Gotha. In de decennia die volgden publiceerde Langhans talloze kaarten en atlassen, waaronder de Deutschen Kolonialatlas (1897). In 1902 stichtte hij het tijdschrift Deutsche Erde, dat aanschuurde tegen het 'Alldeutscher Verband' (1891-1939) en stellingen van de 'Volks- und Kulturbodenforschung' ondersteunde, dat over etnocentristische en geopolitieke vraagstukken en aspecten van de nationale politiek in het Duitse Rijk, vooral in het interbellum, ging. Langhans wordt beschouwd als een van de belangrijkste Duitse vertegenwoordigers van deze politiek. 
In zijn hoedanigheid als lid van de antisemitische 'Deutschsoziale Reformpartei' was Langhans redacteur van het Antisemitischen Monatsblatts van 1896 tot 1907. Van 1909 tot 1942 was hij Bondsdirecteur van de 'Deutschbund', waarvan de leden zichzelf als de 'raciale elite zagen en streefden naar een verdieping van het Duits-zijn'. In 1931 trad Langhans toe tot de NSDAP, waarvoor hij als opleidingsspreker werkte op de NSDAP-districtsschool in Schönau vor dem Walde. Hij werd Gotha-raadslid (vanaf 1936) en cultureel adviseur bestuur (sinds 1938). Mede vanwege deze verdiensten kreeg hij op 1 april 1940 het ereburgerschap van de stad Gotha. In zijn ereburgerschapsbrief prees de stad hem vooral "voor zijn altijd zelfopofferende inzet voor de opbouw van de NSDAP, voor zijn decennialange werk als pleitbezorger voor nationaal ontwaken" en pas daarna "voor zijn uitstekende werk van wereldfaam als een geografische wetenschapper van de Duitse soort".
Van 1909 tot 1937 was hij hoofdredacteur van Petermanns Geographische Mitteilungen en sinds 1923 hoofdredacteur van de Gothaischer Hofkalenders.
De 'Langhansvulkaan' in de Grote Oceaan en de 'Langhansgletsjer' op Spitsbergen zijn naar hem vernoemd.
Langhans was getrouwd met Rosa Rasch (1870-1960), met wie hij een dochter had, Irmtrud (1907-1998).

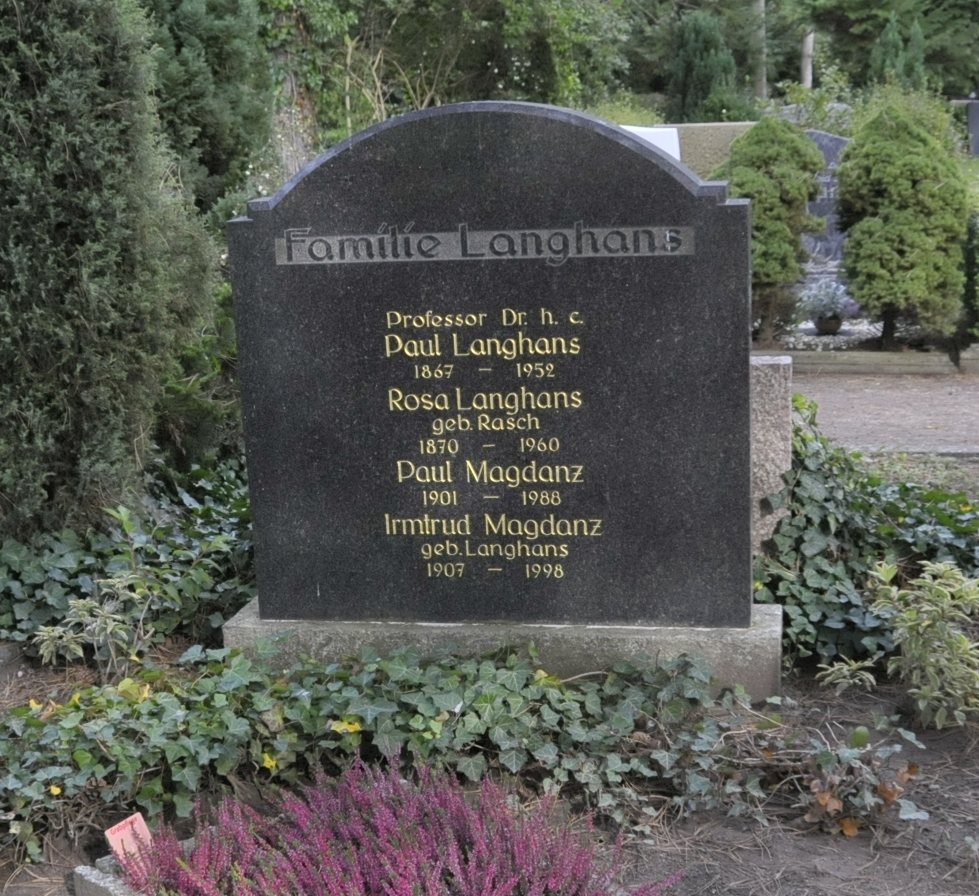
Grafzerk van de familie Langhans in Gotha